# Nicolaas de Gijselaar

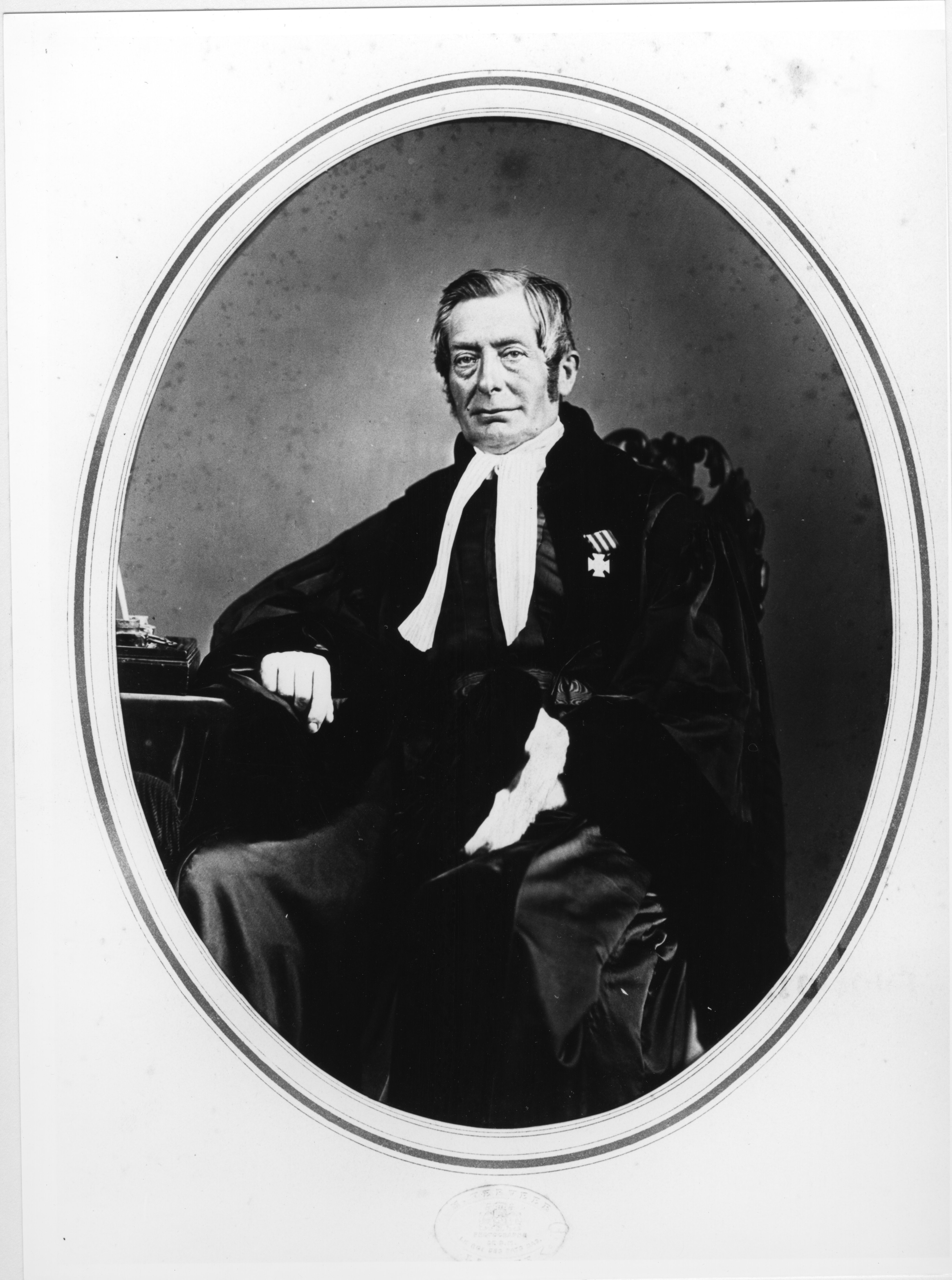
Jhr. mr. Nicolaas de Gijselaar

Jhr. mr. Nicolaas de Gijselaar (Rotterdam, 12 augustus 1808 – 's-Gravenhage, 2 januari 1893) was een Nederlands jurist en griffier van de Hoge Raad der Nederlanden.

## Biografie
De Gijselaar was lid van de familie De Gijselaar en een zoon van jhr. mr. Engelbert de Gijselaar (1764-1836), raad en schepen van Gorinchem en hoogheemraad, en diens tweede vrouw Alida Gerbade (1778-1829). Hij promoveerde in 1832 te Leiden op het proefschrift De foro mercatorio (vulgo bursa). Daarna werd hij advocaat te Rotterdam en 's-Gravenhage om vervolgens substituut-griffier bij de Hoge Raad te worden, van 1841 tot 1856; daarna werd hij griffier bij de Hoge Raad, welke functie hij 25 jaar bekleedde, van 1856 tot 1891, toen hij op 82-jarige leeftijd ontslag nam. In totaal heeft hij vijftig jaar bij de Hoge Raad gewerkt.
De Gijselaar trouwde in 1832 met Theodora Jacoba Rochussen (1810-1882) met wie hij zeven kinderen kreeg; hij was de grootvader van burgemeester en Eerste Kamerlid jhr. mr. dr. Nicolaas Charles de Gijselaar (1865-1937). Hij was tevens vanaf 1838 lid van de Ridderschap van Holland, vanaf 1840 tot zijn overlijden van die van Zuid-Holland. Hij werd Ridder in de Orde van de Nederlandse Leeuw.